# Campeonato Capixaba de Futebol Feminino de 2019
O Campeonato Capixaba Feminino de 2019 foi a décima edição do campeonato de futebol feminino do Estado do Espírito Santo. A competição foi organizada pela Federação de Futebol do Estado do Espírito Santo (FES). Com nove times, esta edição foi a segunda maior da história da competição em número de participantes, atrás apenas da primeira edição em 2010 com dez equipes. O Vila Nova-ES venceu o Prosperidade na final e conquistou seu sexto título, quinto seguido.

## Regulamento
Na Primeira Fase, as nove equipes foram divididas em dois grupos regionalizados: A e B. As equipes jogaram entre si em turno único dentro do mesmo grupo. As duas melhores de cada grupo classificaram-se às Semifinais em partidas de ida e volta. Os vencedores disputaram a Final também em dois jogos (em caso de concordância, esta fase poderia ser realizada em jogo único realizado no Estádio Kleber Andrade). O time campeão garante vaga na fase preliminar da Série A2 do Campeonato Brasileiro Feminino de 2020.

### Critérios de desempate
Os critérios de desempate foram aplicados na seguinte ordem para cada fase:
Primeira Fase
1. Maior número de vitórias
2. Maior saldo de gols
3. Maior número de gols pró (marcados)
4. Confronto direto
5. Menor número de cartões vermelhos
6. Menor número de cartões amarelos
7. Sorteio

Semifinais
1. Maior saldo de gols nos dois jogos
2. Melhor classificação na Primeira Fase

Final
1. Maior saldo de gols nos dois jogos
2. Disputa por pênaltis

## Participantes
| Clube          | Cidade                  | Temporada 2018 | Títulos (último) |
| -------------- | ----------------------- | -------------- | ---------------- |
| AE Capixaba    | Anchieta                | Vice-campeão   | 0 (não possui)   |
| Alagoano EC    | Vitória                 | Não disputou   | 0 (não possui)   |
| América EC     | Guarapari               | Não disputou   | 0 (não possui)   |
| Coronel Borges | Cachoeiro de Itapemirim | Não disputou   | 0 (não possui)   |
| Prosperidade   | Vargem Alta             | 3º Colocado    | 0 (não possui)   |
| SE Feu Rosa    | Serra                   | Não disputou   | 0 (não possui)   |
| Serra          | Serra                   | Não disputou   | 0 (não possui)   |
| Vila Nova-ES   | Vila Velha              | Campeão        | 5 (2018)         |
| Vilavelhense   | Vila Velha              | Não disputou   | 0 (não possui)   |

## Primeira Fase

### Grupo A
| Pos | Times        | Pts | J | V | E | D | GP | GC | SG  | Classificação              |
| --- | ------------ | --- | - | - | - | - | -- | -- | --- | -------------------------- |
| 1   | Vila Nova-ES | 12  | 4 | 4 | 0 | 0 | 31 | 1  | 30  | Classificado às Semifinais |
| 2   | Serra        | 9   | 4 | 3 | 0 | 1 | 10 | 5  | 5   | Classificado às Semifinais |
| 3   | Alagoano EC  | 4   | 4 | 1 | 1 | 2 | 5  | 13 | -8  |                            |
| 4   | Vilavelhense | 3   | 4 | 1 | 0 | 3 | 7  | 24 | -17 |                            |
| 5   | SE Feu Rosa  | 1   | 4 | 0 | 1 | 3 | 6  | 16 | -10 |                            |

#### Resultados
(X) Turno único;
     Vitória do mandante;
     Vitória do visitante;
     Empate.

### Grupo B
| Pos | Times          | Pts | J | V | E | D | GP | GC | SG | Classificação              |
| --- | -------------- | --- | - | - | - | - | -- | -- | -- | -------------------------- |
| 1   | Prosperidade   | 7   | 3 | 2 | 1 | 0 | 13 | 3  | 10 | Classificado às Semifinais |
| 2   | AE Capixaba    | 5   | 3 | 1 | 2 | 0 | 7  | 6  | 1  | Classificado às Semifinais |
| 2   | Coronel Borges | 3   | 3 | 1 | 0 | 2 | 4  | 7  | -3 |                            |
| 4   | América EC     | 1   | 3 | 0 | 1 | 2 | 1  | 9  | -8 |                            |

#### Resultados
(X) Turno único;
     Vitória do mandante;
     Vitória do visitante;
     Empate.

## Fase Final
|  | Semifinais   | Semifinais   | Semifinais | Semifinais |   |              | Final | Final | Final | Final |
|  |              |              |            |            |   |              |       |       |       |       |
|  | Vila Nova-ES | 3            | 6          | 9          |   |              |       |       |       |       |
|  | AE Capixaba  | 0            | 1          | 1          |   |              |       |       |       |       |
|  | AE Capixaba  | 0            | 1          | 1          |   | Vila Nova-ES | 2     | 1     | 3     |       |
|  |              |              |            |            |   | Vila Nova-ES | 2     | 1     | 3     |       |
|  |              | Prosperidade | 0          | 1          | 1 |              |       |       |       |       |
|  | Prosperidade | Prosperidade | 0          | 1          | 1 | 2            | 4     | 6     |       |       |
|  | Prosperidade |              |            |            |   | 2            | 4     | 6     |       |       |
|  | Serra        | 1            | 0          | 1          |   |              |       |       |       |       |

### Semifinais
Jogos de ida
| Domingo, 17 de novembro | AE Capixaba | 0 – 3     | Vila Nova-ES           | Estádio Joaquim Ramalhete, Anchieta |
| 15:00                   |             | Relatório | Naná · Luana · Jéssica |                                     |

| Domingo, 17 de novembro | Serra | 1 – 2     | Prosperidade      | Estádio Robertão, Serra |
| 15:00                   | Bruna | Relatório | Priscila · Taiane |                         |

Jogos de volta
| Domingo, 24 de novembro | Vila Nova-ES                             | 6 – 1     | AE Capixaba | Campo do Aliança, Viana |
| 15:00                   | Luana , · Tuanny · Thais Ribeiro · Thais | Relatório | Bisoro      |                         |

| Domingo, 24 de novembro | Prosperidade                       | 4 – 0     | Serra | Estádio Humberto Scaramussa, Vargem Alta |
| 15:00                   | Priscila · Kelly · Taiane · Lorena | Relatório |       |                                          |

### Finais
| Sábado, 30 de novembro | Vila Nova-ES   | 2 – 0     | Prosperidade | Estádio Toca do Índio, Vila Velha     |
| 15:00                  | Thais · Cibele | Relatório |              | Árbitro: ES Raphael Garcia de Andrade |

| Sábado, 7 de dezembro | Prosperidade | 1 – 1     | Vila Nova-ES | Estádio Humberto Scaramussa, Vargem Alta |
| 15:00                 | Carmem 34'   | Relatório | 90+2' Thais  | Árbitro: ES                              |

## Premiação
| Campeonato Capixaba Feminino de 2019  |
| Vila Velha                            |
| ------------------------------------- |
| Vila Nova-ES Pentacampeão (6º título) |